# Юрій Крижанич
Ю́рій Крижа́нич (хорв. Juraj Križanić, рос. Юрий Крижанич, *1618, Обрх — †12 вересня 1683, поблизу Відня) — хорватський релігійний і політичний діяч, просвітник, священик, історик, філософ (мислитель), мовознавець, учений-енциклопедист.

## Біографія

### Ранні роки
Крижанич народився 1618 року в хорватському містечку Обрх, поблизу Гориці, у шляхетній, але незаможній родині. У 1633 році, коли Юрій мав 15 років, не стало батька.
Згідно з деякими розвідками початкову освіту Крижанич здобував у Любляні. Надалі Крижанич здобуває богословську освіту. Спочатку в Загребі (гімназія у 1629—1636 роки), потім у Віденській духовній семінарії, Болоньї та Римі (є також відомості, що Крижанич навчався або тільки дістав учене звання у Граці). Коло його наукових зацікавлень було надзвичайно велике — крім богослів'я та філософії, він вивчає юриспруденцію, знайомиться з сучасною йому соціально-політичною думкою. Юрій Крижанич — блискучий мовознавець і поліглот; він окрім рідної, сербо-хорватської, опановує не лише обов'язкові на той час мови наук — латину та греку, а й італійську та німецьку, а пізніше слов'янські мови, зокрема, руську, польську та московську.
Крижанича зарахували конвіктором до римської Колегії Святого Афанасія, що готувала місіонерів — проповідників унії, тому зазвичай не приймала до навчання католиків. Під час навчання він знайомиться зі східною християнською традицією (культурою Візантії). В нарисі «Про місію в Москву» (1641) Крижанич висловив свої міркування про можливість залучення до унії московської церкви. Він був впевнений, що досить переконати царя — і його піддані слухняно виконають будь-які накази володаря. Бо вважав московитів покірливими і простодушними, яким «схизму» накинули «зарозумілі» греки. Обряд та мову богослужіння потенційний місіонер був готовий залишити такими, до яких вірні вже звикли, — головне, щоб Москва визнала хибність «грецьких книг» і приєдналася до антиосманського союзу.

### Мандрівки Європою
Керівник Конгрегації пропаганди віри Антоніо Барберіні поставився до пропозицій Крижанича скептично і спрямував його замість Москви до рідної Хорватії. Водночас статус загребського каноника не заважав Крижаничу час від часу здійснювати мандрівки Європою. Він відвідує Німеччину, Велике князівство Литовське та Італію. За кілька років Крижанич звернувся до церковного керівництва з проханням перевести його з Загреба до Холма, рскільки його давній наставник Методій Терлецький запропонував місце викладача у місцевому колегіумі. Офіційного «відрядження» до Русі Крижанич не дочекався і вирушив на схід з власної ініціативи. Під час свого перебування в українських землях встановив приязні стосунки не лише з греко-католиками, а й з православними. Крижанича радо прийняв їхній лідер Адам Кисіль, каштелян чернігівський і київський. Кисіль взяв хорватського місіонера з собою, коли у складі польського посольства їздив на перемовини до Москви у 1647 році.
Дипломатичну діяльність Крижанич продовжив у Стамбулі, вже у складі посольства Священної Римської імперії. А потім повернувся до Рима, де, зокрема, впорядковував зібрання православних творів — так звану «загальну бібліотеку схизматиків».
Перебуваючи у Відні 1658 року, Крижанич прийняв пропозицію посадовців з Московії, що в Європі фрахтували чужинських учених, перейти на службу до російського царя, хоча це рішення й далося йому нелегко.

### «Український 1659 рік» у біографії Юрія Крижанича
На початку 1659 року Юрій Крижанич вирушає з Відня через Львів до Москви, вдруге потрапляючи в Україну, де, як відомо, в той час дуже неспокійно — торік, 1658 року, укладено Гадяцьку угоду, на її підставі Україна мала стати конфедеративним Великим князівством Руським в унії з Річчю Посполитою, внаслідок цього московський цар негайно збирає військо, щоб присмирити посталу автономію. Уже доїжджаючи до кордону, Крижанич натикається на обози російського війська й вирішує повернутися назад до України.
У середині літа цього року відбувається славетна Битва під Конотопом, де гетьман Іван Виговський завдає нищівної поразки стотисячній царській армії під проводом Трубецького; це затримує Крижанича ще на деякий час (аж до листопада ц.р.) в Україні. Українська козацька старшина радо приймає закордонного, але близького духом слов'янського вченого. Відомо, що проживав він у Ніжині в полковника Василя Золотаренка. Тоді-таки він одвідує інші українські міста Лівобережної України — Батурин, Переяслав, Путивль та інші. Також в «український 1659-й рік» своєї біографії Юрій Крижанич знайомиться й зав'язує тісні контакти з тогочасними українськими схоластами і пише два твори, що стосуються цілком і повністю до України — «Опис подорожі від Львова до Москви» та «Бесіду ко черкасам».
Останній твір став своєрідним «пропуском» Крижанича до кола українських москвофілів, оскільки у ньому він лякав «поверненням ляхів» в разі порозуміння з Річчю Посполитою та розхвалював «принади» перебування під «царською рукою», не гребуючи при цьому відвертою брехнею. Вже невдовзі він став свідком промосковського заколоту в Ніжині на чолі з Василем Золотаренком, і з рекомендаціями від нього вирушив до Москви, де назвав себе «Юрієм Серблянином».

### Перебування в Московії та повернення на Захід
Наприкінці 1659 року Крижанича взяли на службу перекладачем до московського Палацового приказу. І доручили укласти російську граматику. Але загалом, як і до будь-якого іноземця ставилися з підозрою і приставили до нього шпигунів. Саме вони зрештою з'ясували, що Крижанич католик, а можливо й єзуїт. Після цього його звільнили зі служби та вислали 1660 року до Сибіру, в (Тобольськ). Утім, як зазначає відомий український учений-історик Микола Костомаров: «Можливо, його [Крижанича] з якоїсь причини підозрювали в недоброму ставленні до Росії з приводу тодішніх шведських та польських справ. Принаймні, поза сумнівом, що його видалили не через якусь провину, а з підозри. Вислання його добре було облаштовано.»
Юрій Крижанич 16 років перебуває на засланні, проте не падає духом, саме тут він створює найславетніші свої твори — «Граматичне ізказаннє об руськом язику» (Gramaticcno iskazanie ob ruskom jaziku, бл. 1665 року), «Політика» (інакше Політичні думи, Розмови про панування, Politika, Razgovory ob vladatelstvu, 1663—1666) та Про Божу ласку (De providentia Dei, 1666-1667).
Лише після смерті московського царя Олексія Михайловича 1676 року Крижанич отримує дозвіл повернутися до Москви, а згодом і виїхати з Московської держави до Литви й Польщі.
Виснажений фізично й морально, у період з 1678 до 1681 року, Юрій Крижанич живе монахом у домініканському кляшторі у Варшаві. Далі перебуває у Варшаві та Вільні, а 1683 року вкотре прямує до Відня.
Помер Крижанич 12 вересня 1683 року під Віднем, під час оборони міста, у стані загонів українських козаків, що долучилися до війська польського короля Яна Собеського; це дозволило останньому отримати блискучу перемогу над турками і зняти облогу з міста.

## Творчість Юрія Крижанича
Доробок Юрія Крижанича величезний. Воістину він був учений-енциклопедист, фактично важко назвати галузь науки, де б він не зробив свій унесок. Юрій Крижанич — автор багатьох трактатів з філософії, політичної економії, історіографії.
Відомо, що ще в римський період свого життя (наприкінці 40 — початку 50-х років) він серйозно цікавиться музикою, зокрема переглядає публікації музичних творів португальського короля Жуана IV. Абсолютно по-новаторському, випереджаючи століття, звучать його оригінальні ідеї прирівняти музику до математики у праці «Asserta musicalia nova»; її написано 1650 року. Проявив себе Крижанич і як історик — і в своїх «українських творах» і в написаній латиною наприкінці життя з присвятою Яну Собеському «Історії Сибіру» (Historia de Siberia) (1680 рік).
Та все ж у розмаїтій науковій спадщині Крижанича найбільше уваги приділено лінгвістиці та політичній думці.

### Мовознавчі пошуки та здобутки Юрія Крижанича
Найоригінальніший, із багатьох поглядів, у доробку Крижанича є твір Грамати́чно Иска̂занје об Ру́ском Јези́ку, що написано приблизно 1665 року. Оригінальність твору полягає як у змісті, так і в мові цього трактату.
Отже, Граматичне ізказаннє Крижанича — це слов'янська граматика, але не якоїсь однієї, живої розмовної або книжної, як церковнослов'янська чи давньої літературної загально-слов'янської мови, а нової, що її винайшов сам Крижанич, мови для всіх слов'ян. Книжка являє собою власний звід граматичних правил такої мови, що їх почерпнуто з наявних слов'янських мов, а мова книжки є взірцем її лексики.
Проведені дослідження чітко доводять, що мова Крижанича — суміш слов'янських мов, і то з явною перевагою слів російської мови. Так, згідно з дослідженнями голландського славіста Т. Екмана, словниковий фонд загально-слов'янської мови Крижанича більш як на половину складається зі слів російської мови, ще 10 % — прямі запозичення з церковнослов'янської, приблизно стільки ж припадає на рідну Крижаничу хорватську (сербо-хорватську), решту взято з української та польської мов, що їх він добре знав, а ще якусь частину взагалі вигадав сам Крижанич, бо вони не фіксуються в жодній із сучасних йому слов'янських мов.
Серед учених-лінгвістів точаться суперечки і про причини появи самої ідеї в Крижанича щодо загально-слов'янської мови та й відносно самої мови. На порівняння науковці не скупі — одні називають її слов'янською койне, інші слов'янським есперанто. Звісно, на койне така мова не «тягнула», зоставшись мертвонародженою, а от штучною — слов'янським есперанто, що не дістала свого дальшого розвитку й подана лише у творах самого Крижанича, таки була. Та й не під силу одній людині було подужати настільки грандіозне завдання, що втім усвідомлював і сам Крижанич, пишучи:
«Не може одна людина знати все без випробовувань і порад інших… Живучи на самоті, я не міг і не можу скласти такої книжки, де за абеткою було б подано й витлумачено всі слова. Що до цієї граматики, нехай її наступники викривають, додають і виправляють те все, що я опустив або в чому припустився помилок…»

Попри контроверсійні цільові настанови «Граматики…» в дечому ця праця Крижаничева була й лишається безцінним джерелом для мовознавців та істориків, а саме — Крижанич виступив у ній, як один із перших істориків і компаративістів слов'янських мов. Його оригінальні умовиводи та історичні паралелі вивірено пізнішими висновками.
Чи не найголовнішим постулатом у Крижанича є ідея історичної батьківщини всіх слов'ян з теренів сучасної України, що як відомо, підтверджується багатьма пізнішими дослідженнями археологів, істориків та лінгвістів; цю ідею вчений гаряче обстоює, принагідно критикуючи сучасні йому твердження про пізніше походження східних слов'ян і, як аргумент, наводить латинське коріння метаетноніму «слов'яни». У нього про це:
«Усім одноплемінним народам голова — народ руський, і руське ім'я через те, що всі вийшли з Русі та рушили до Римської імперії, заснували три держави й назвалися: болгари, серби й хорвати; ще інші […] посунули на захід і заснували держави ляську й моравську, або чеську. Ті ж, що воювали з греками або римлянами, назвалися словенцями, і тому ім'я це в греків зробилося відомим…»
Попри свій абсолютний захват щодо російської мови, Крижанич визнає, що тільки завдяки рідкісному консерватизму та державній політиці московських володарів у ній (мові) вдалося зберегти граматичний лад і лексику праслов'янської мови, тоді як інші сучасні йому слов'янські мови — українська, західно- та південнослов'янські пережили саморозвиток, багато втративши від спільної основи. Ось як він про це пише:
«Я не можу читати київських книжок [писаних руською — староукраїнською мовою], від яких мене нудить, без гидування. Тільки у Великоросії збереглося мовлення, придатне і властиве нашій мові… Тільки там, де є державна справа й народне законодавство своєю мовою, лише там мова … облаштовується день у день… У болгарів [у мові] нічого позичити, бо мова в них утрачена, заледве лишаються від неї сліди; в поляків половину слів узято з інших мов; чеська мова чистіша за ляську [польську], але також немало зіпсована; серби й хорвати спроможні говорити своєю мовою лише на побутові теми, хтось навіть писав, що вони розмовляють усіма мовами й жодною водночас»
Загалом, мовознавчі пошуки й теорії Юрія Крижанича ще не до кінця оцінили сучасна славістика, й вони чекають на своїх ретельних дослідників та інтерпретаторів.

### Політологічні погляди Крижанича
Суспільно-політичні думки Юрія Крижанича викладено в його основних творах: «Політика» («Політичні думи, Розмови про панування», «Politika, Razgovory ob vladatelstvu», 1663—1666) та «Про Божу ласку» (De providentia Dei, 1666—1667).
У останньому творі, за задумом Крижаничевим — настанова спадкоємцю престолу, він обстоює погляди на розвиток суспільства з позицій провіденціалізму.
Політичні ідеї в «Політиці» Крижаничевій зведено в найкращих традиціях Макіявелі до поклону перед абсолютизмом, зокрема російським. У Крижанича багато теоретизування — аналізу категорій «держава», «влада», «самоврядування» тощо. Політику хорватський учений виводить з етики й визначає «найблагороднішою з усіх наук і всім наукам господинею», що вчить «справедливо, справно й достойно» врядувати людьми, містами і країнами. Найбільша роль у політиці, за Крижаничем, відведена володарям, чий обов'язок — зробити народ щасливим, а найбільший гріх їхній — тиранія.
Проте в політології Юрія Крижанича не лише теоретичні викладки, а й практичні настанови. Захищаючи російську монархію, він пише, що лише розвиток і реформи зможуть її зміцнити. Учений щиро вірив, що просвітницький вплив на державця може поліпшити ввесь хід історії. А ще Крижанич неодноразово застерігає російських державців від чвар та інтриг, що в ті часи, за його словами, панували в Україні, та від повтору суперечок і конкуренції в середовищі польської аристократії. У Крижанича безліч разів повторено перестороги, щоб не наслідувати німців, і взагалі чужинців та не схилятися перед ними. З огляду на потребу реформ ці його настанови виглядають суперечливо. Роздуми Крижанича повні нищівної критики тодішньої Московії — антисанітарії, малограмотності, пияцтва та крадійства людності й посадовців, тодішнього розуміння корупції, визисків народних мас. Ось як про «корупцію» в Крижанича:
«Правители областей, целовальники и всякие должностные лица привыкли продавать правду и заключать сделки с ворами для своей частной выгоды. Один правитель, приехавши в свою область, показал всему народу свою милость тем, что обещал никого не казнить смертью. Это значило: воруйте, братцы, свободно разбойничайте, крадите да мне приносите. И за четыре года воры верно исполняли приказание. То и дело, что носились вести — там людей зарезали, там обобрали; дошло до того, что люди не могли спать спокойно в своих избах: никто не был казнен смертью — на то царское милосердие!»
Крижанич виступає і свого роду геополітиком — звертає увагу на важливість для Московської держави опанувати причорноморським регіоном і зокрема, Північним Причорномор'ям, хоча від того, щоб просуватися вглиб Сибіру він не в захваті. Заразом Юрій Крижанич передрікає славне майбуття Московії, фактично є провидцем створення і становлення Російської імперії.
Недарма відомий російський історик XIX століття С. М. Соловйов, що присвятив Юрію Крижаничу в тринадцятому томі своєї славнозвісної «Історії Росії з найдавніших часів» у 29-и томах чи не пів першого розділу, скаже, що «Політика» Крижаничева була настільною книгою російського царя-реформатора Петра І:
«Книга Крижанича була нагорі у великого государя, відтак, є підстава гадати, що вона не зосталася без впливу. […] Петро Великий у своїй просвітницькій діяльності перебував під впливом цієї [Крижанича] програми.»

### «Українські студії» та українська ідея у творах Юрія Крижанича
Юрій Крижанич у своїх творах доволі часто звертається до української тематики. Українці в нього безперечно завжди окремий народ, що він його називає тодішнім етнонімом черкаси; вони до того ж мають свої історичні й політичні традиції. Іще в своїй славнозвісній «Політиці…» Крижанич наголошує, що неприхильність черкасів (українців) до Москви є наслідком її політики щодо «Малоросії» (України):
«[…] И вот, мои украинцы, новые подданные, как только отведали закон этой власти, сейчас раскаялись и опять к ляхам обратились. А отчего это? От обдирательства народа.»
У тій-таки «Політиці» є ще цікаві Крижаничеві зауваги, що є дотичні до України та її історії. Він, зокрема, один із перших піддає критиці літописні легенди про заклик варягів на Русь.
У своїй «Бесіді ко черкасам» (1659) Крижанич виклав свої погляди на те, «як нужно обходиться з черкасами и вести діла».
Величезна наукова спадщина Юрія Крижанича є набутком світової культури.

## Українські вчені про Крижанича
Цікаво, що проблематикою Крижанича та його літературної спадщини цікавилися саме українські вчені Микола Костомаров і Осип Бодянский. Перший присвятив йому один зі своїх історичних «Портретів…», другий написав передмову й нарис про життя і творчість для московського видання «Граматики» Крижанича.
Історик Микола Костомаров про Крижанича:
«Крижанич є осібним явищем, шо виходить поза всі рамки. У його творах подибуємо такі судження, що визначали тодішні розхожі поняття. Щоправда, і Крижанич не минув упереджень, властивих своєму колу і століттю; його зацікавлення понад усілякою межею здорового глузду і правди; але ж із цими упередженнями і захопленнями переплітаються ознаки проникливості й видатного ясного погляду на предмети».
Український дослідник-славіст Осип Бодянський називав Крижанича батьком порівняльної слов'янської філології, що він:«суворо й систематично струнко провів свою основну ідею, зробив багато глибокодумних і разючих зауважень про слов'янську мову та про різні наріччя; перший підмітив такі правила й особливості, що тільки в новітній час обнародували найліпші європейські та слов'янські філологи, спираючись на всі посібники та багатства наукових засобів».

## Афористичні вислови Юрія Крижанича
Гість за три дні іноді побачить більше, ніж хазяїн за ввесь рік.
х х х
Чужоземні красномовство, краса, спритність, розпещеність, люб'язність і розкошування наче звідниці, позбавляють нас розуму.
х х х
Справжній філософ нічого не вміє робити і про все може судити.

## Цікаві факти, пов'язані з життям Юрія Крижанича
- Насправді в біографії Крижаничевій безліч темних плям. Почати хоч би з місця народження. Того поселення, де він народився, зараз не існує. На батьківщину філософа претендують принаймні дві місцевості, і то доволі віддалені одна від одної — округа міста Рибник у сучасній Хорватії у прикордонні зі Словенією та місцина в окрузі міста Бихач біля, або й у сучасній Боснії та Герцеговині. Відповідно етнічність Юрія Крижанича теж варіюється — хоча в історіографії й закріпилася за ним «хорватськість», подеколи його називають сербом, і вже зовсім рідко словенцем. Цікаво, що в своїй «Граматиці…» Крижанич сам, або видавець назвав його серблянином, меджу Купоjу и Буноjу риками, во уjездех Бихща града, окол Дубовца, Озльа и Рибника острогов, тобто ані підтвердити, ані спростувати, виходячи з такого йменування, вище наведені версії неможливо.
- Ще загадковішою лишається конфесійна приналежність Крижанича. Є дані, що він одвідував єзуїтську школу. Загальновідомо, що отримав він католицьку освіту й був католицьким місіонером у своїх мандрівках, але в той самий час гаряче обстоював унію, у другій половині 1650-х років був членом ілірійського (хорватського) уніатського товариства Святого Єроніма. На схилі років, уже після московського заслання, він дотичив знову з єзуїтами й домініканцями.
- Портретного образу Юрія Крижанича не збереглося, тому судити про його зовнішній вигляд сучасникам не випадає.

## Видання творів Юрія Крижанича
- Крижанич Ю. Русское государство в половине XVII века. Рукопись времен царя Алексея Михайловича. [Политика.] В 6-ти ч. Ч.4. (Приложение к № 4 Русской беседы за 1859 г.) [Открыл и издал П.Бессонов. Сокращенное издание.] М., типография Александра Семена, 1859
- Крижанич И. Граматично исказание об руском jезику попа Jурка Крижанища, прозванjем Серблянина, меджу Купоjу и Буноjу риками, во уjездех Бихща града, окол Дубовца, Озльа и Рибника острогов. Писано в Сибири. Лита зр=од. М., Унив. тип., 1859 (Публікація оригіналу твору Крижанича з передмовою та нарисом про життя автора О. Бодянського).
- Крижанич Ю. Обличение на Соловецкую челобитную. Перевел с сербского языка справщик московской типографии Федор Поликарпов., Казань. В Университетской типографии., 1878
- Крижанич Ю. Политика., Серия: Литературные памятники., М., 1965.
- Крижанич. Политика. М.: «Новый свет», 1997.

## Виноски
1. 1 2 3 4 5 6 7  Brozović D., Ladan T. Hrvatska enciklopedija — LZMK, 1999. — 9272 с.
2. 1 2 3 4  Hrvatski biografski leksikon — 1983.
3. 1 2 3 4  Олексій Мустафін. Манівці Юрія Крижанича. Подорож зі Львова до Москви з зупинкою в Сибіру. Київ24. 2024-03-11.
4. 1 2 3 4 5 6 7 8 9  Костомаров М. Русская история в жизнеописаниях ее главнейших деятелей. Второй отдел: Господство дома Романовых до вступления на престол Екатерины II. Выпуск пятый: XVII столетие. — Глава 11. Юрий Крижанич [Архівовано 2008-02-17 у Wayback Machine.](рос.)
5. ↑  Політологічний енциклопедичний словник, НАНУ, К.: «Генеза», 1997, стор. 177
6. 1 2  Відомості про хорватських вчених — Юрій Крижанич (англ.)
7. ↑  Штучні і міжнародні мови — Всеслов'янська мова Крижанича. Архів оригіналу за 4 листопада 2007. Процитовано 11 березня 2008. [Архівовано 2007-11-04 у Wayback Machine.]
8. ↑  Соловьев С. М. История России с древнейших времен. — Том 13. Глава первая. Архів оригіналу за 25 січня 2009. Процитовано 15 березня 2008.